# Johannes-Rudolf Mühlenkamp
Johannes-Rudolf Mühlenkamp (9 de octubre de 1910 - 23 de septiembre de 1986) fue un oficial alemán de las SS y comandante divisional durante la II Guerra Mundial que dirigió la División SS Wiking. Fue condecorado con la Cruz de Caballero de la Cruz de Hierro con Hojas de Roble.

## Primeros años
Mühlenkamp nació en 1910 en la ciudad de Metz, en ese tiempo parte del Imperio alemán pero que pasó a control francés después de la I Guerra Mundial. Mühlenkamp se unió al NSDAP (Partido Nazi) y las SS en abril de 1933 mientras vivía en Hamburgo. Al año siguiente, en septiembre de 1934, empezó su carrera militar, uniéndose al SS-Verfügungstruppe (SS-VT), y siendo asignado al Regimiento Germania de las incipientes Waffen SS. Después de un año de alistamiento, Mühlenkamp asistió a la SS-Junkerschule para recibir entrenamiento como oficial, graduándose como Untersturmführer en 1936. Después de la Junkerschule, fue agregado a la 2.ª División Panzer del ejército alemán para entrenar con sus unidades de motocicletas. Retornando al SS-VT en mayo, Mühlenkamp fue situado otra vez en el Regimiento Germania, como líder de pelotón en noviembre de 1937 después de ser promovido a Obersturmführer, antes de tomar el mando de una Compañía de Motocicletas en mayo de 1938.

## Segunda Guerra Mundial
Mühlenkamp tomó parte en la campaña polaca como Hauptsturmführer y comandante de la Compañía de Motocicletas de Germania, consiguiendo la Cruz de Hierro de 2.ª clase el 3 de octubre, y la 1.ª clase el 11 de noviembre. Después de que los Regimientos Deutschland Germania y Der Führer fueran reorganizados para formar SS Verfügungs-Division (posteriormente Reich y Das Reich), Mühlenkamp se convirtió en Adjunto Divisional a las órdenes de Paul Hausser, sirviendo como comandante del Batallón de Reconocimiento en las campañas occidentales y de los Balcanes así como en la invasión de la Unión Soviética. Recibió la Cruz Alemana en oro después de recuperarse de una grave herida en la cabeza el 2 de enero de 1942. Tras salir del hospital, fue situado en la 5.ª División de Granaderos Panzer SS Wiking al mando de su nuevo Batallón Panzer. El 3 de septiembre se le concedió la Cruz de Caballero en reconocimiento de sus mando durante el avance de las divisiones hacia el sur ese año, y en particular por la participación de la Wiking en la captura de Rostov. Después de ser herido de nuevo a principios de 1943, Mühlenkamp retornó a Alemania para organizar un segundo batallón de tanques y el cuartel general regimental de la Wiking. Su batallón fue aumentado hasta un regimiento y Mühlenkamp fue promovido a Standartenführer. Asumió el mando de la Wiking en agosto de 1944. Sus primeras semanas al mando los pasó luchando en el área de Varsovia por la que recibió las Hojas de Roble para su Cruz de Caballero el 21 de septiembre de 1944.
Mühlenkamp fue hecho Inspector de las Tropas Panzer de las Waffen SS en octubre de 1944, con Karl Ullrich remplazándolo como comandante divisional. En 1945 se le encomendó la tarea de crear una nueva división, la 32.ª División de Granaderos SS «30 de Enero», que comandó durante su trabajo en enero y febrero, reanudando sus trabajos de inspección después.

## Postguerra
Mühlenkamp murió el 23 de septiembre de 1986 en Langelsheim-Bredelm, Alemania Occidental.

## Condecoraciones
- Cruz de Hierro 2ª clase (3 de octubre de 1939) & 1ª clase (11 de noviembre de 1939)[3]
- Cruz Alemana en Oro el 2 de enero de 1942 como SS-Hauptsturmführer en la Aufklärungs-Abteilung SS-Division "Reich"[4]
- Cruz de Caballero de la Cruz de Hierro con Hojas de Roble
  - Cruz de Caballero el 3 de septiembre de 1942 como SS-Sturmbannführer y comandante del SS-Panzer-Abteilung 5 "Wiking"[5]
  - 596ª Hojas de Roble el 21 de septiembre de 1944 como SS-Standartenführer y jefe de división de la 5. SS-Panzer-Division "Wiking"[5]
- Medalla de herido en oro el 13 de enero de 1943

## Literatura
- Nash, Douglas E.; Spezzano, Remy (2016). Kampfgruppe Mühlenkamp: 5. Ss-Panzer Division “Wiking”, Eastern Poland, July 1944. Southbury: RZM Imports. ISBN 9780974838984.
- Nash, Douglas E.; Spezzano, Remy (2019). Unternehmen Ilse: 5. Ss-Panzer Division "Wiking" Eastern Front 27 April 1944. Southbury: RZM Publishing. ISBN 978-0974838991.
- Nash, Douglas E. (2019). From the realm of a dying sun. Volume 1, IV. SS-Panzerkorps and the battles for Warsaw, July-November 1944. Philadelphia: Casement. ISBN 9781612006369.
- Nash, Douglas E. (2020). From the realm of a dying sun. Volume II, The IV. SS-Panzerkorps in the Budapest relief efforts, December 1944-February 1945. Philadelphia: Casement. ISBN 9781612008745.
- Nash, Douglas E. (2021). From the realm of a dying sun. Volume 3, IV. SS-Panzerkorps from Budapest to Vienna, February-May 1945. Philadelphia: Casement. ISBN 9781612009575.

| Predecesor: Eduard Deisenhofer | Comandante de la 5.ª División Panzer SS Wiking agosto de 1944 - 9 de octubre de 1944 | Sucesor: Karl Ullrich |

- Datos: Q72777